# Andrés Pazos
Andrés Pazos (Santiago de Compostella, 16 juli 1945 - aldaar, 14 januari 2010) was een Uruguayaans acteur van Spaanse oorsprong.
Pazos emigreerde als kind met zijn ouders naar Uruguay. Hij werkte er als kapper, maar speelde in zijn vrije tijd toneel en kwam zo bij de film terecht. Pazos overleed in januari 2010 aan kanker.

## Filmografie
- Matrioshka (Germán Tejeira, 2008)
- Quién dice que es fácil (Juan Taratuto, 2007)
- La perrera (Manolo Nieto, 2006)
- Whisky (Pablo Stoll y Juan Pablo Rebella, 2004)
- Televapor (Paco Carballés en Ricardo Llovo, 1997)
- El rey del río (Manuel Gutiérrez Aragón, 1995)